# William Joseph Maloof
William Joseph Maloof (Boston, 19 mei 1933 – Belmont, 22 augustus 2009) was een Amerikaans componist en muziekpedagoog.

## Levensloop
Maloof studeerde muziek aan de Universiteit van Boston. Gedurende de Koreaanse Oorlog was hij lid van een militair muziekkapel van de Amerikaanse marine. Hij werd docent en later professor in muziek aan het Berklee College of Music in Boston. Aldaar werd hij in 1967 tot hoofd van de compositieafdeling benoemd. In 1989 ging hij met pensioen. 
Als componist schreef hij werken voor verschillende genres. In 1973  won hij een jaarlijkse componistenwedstrijd van de Staatsuniversiteit van Indiana in Terre Haute.

## Composities

### Werken voor harmonieorkest
- 1960 Essay for Band
- A Song for the 20th Century, voor mannenkoor en harmonieorkest
- Festive Music, voor twee harmonieorkesten

### Vocale muziek

#### Werken voor koor
- 1968 From Auguries of Innocence, voor vrijfstemmig gemengd koor (SSATB) a capella - tekst: William Blake

## Publicaties
- Standard score format--layout and notation: a stylebook with score models for composers, copyists, and music students, 1981. 204 p.[2]
- samen met Peter Hazzard: Contemporary Techniques in Composition